# Hannoverscher Pfarrverein
Der Hannoversche Pfarrverein ist der offizielle Zusammenschluss und die Interessenvertretung der Pastoren und Pastorinnen in der Evangelisch-lutherischen Landeskirche Hannovers und der Evangelisch-Lutherischen Landeskirche Schaumburg-Lippe. 2015 hatte der Verein 1.600 Mitglieder und unterhält eine Geschäftsstelle in Landesbergen.

## Aufgaben
Der Verein berät und unterstützt seine Mitglieder in unterschiedlichen Fragen, besonders in Fragen des Pfarrrechts. Er vertritt die Mitglieder gegenüber der kirchlichen Administration bei Fragen des Dienstwohnungsrechtes, bei Regelungen des Arbeitsumfangs, der Visitationsordnung, Residenzpflicht, Besoldungs- und Versorgungsrechts. Er begleitet kritisch die Diskussionen in den Landeskirchen Hannovers und Schaumburg-Lippe, beispielsweise bei der Frage der Personalentwicklung oder in der Leitbildentwicklung. Er hilft bei der Klärung rechtlicher Fragen und Problemen. Der Verein unterhält ein Sozialwerk, das sich vor allem um Berufsanfänger kümmert und hilft in Not geratenen Mitgliedern mit zahlreichen Leistungen und Angeboten (z. B. Studienbeihilfen, Ruhestandswohnungen, verbilligte Versicherungstarife etc.).

## Mitgliedschaften/Kooperationspartner
Der Pfarrverein ist Mitglied im Pfarrverband, dem Zusammenschluss aller Pfarrvereine in Deutschland, außerdem unterhält er mit dem Pfarrverein der Landeskirche Sachsen eine Partnerschaft. Er kooperiert eng mit dem Pastorenausschuss der Ev.-luth. Landeskirche Hannovers.